# Gentse Poort (Kortrijk)
De Gentse Poort of Gentwijk is een woonwijk in de Belgische stad Kortrijk. De wijk is een van de buurten in de 19de-eeuwse gordel van Kortrijk en dankt haar naam aan centrale ader doorheen de wijk, de Gentsesteenweg, die loopt van de gelijknamige stadspoort, de Gentse Poort die tot midden de 19e eeuw nog in gebruik was om belastingen te heffen op inkomende goederen. De stadswijk bevindt zich ten oosten van de historische binnenstad, en situeert zich tussen de Venningwijk en de rivier de Leie. De Gentsesteenweg zelf leidt naar het naburige Harelbeke dat stedelijk sterk vergroeid is met de stadskern.

## Varia
- Tot in de jaren zestig van de 20e eeuw reed de tramlijn D, die het centrum van de stad verbond met Harelbeke en Deerlijk, langsheen de Gentsesteenweg.
- In de Gentwijk bevindt zich ook het stedelijk openluchtzwembad langsheen de Abdijkaai.
- Deze wijk kent een eigen supportersclub voor KV Kortrijk. Deze supportersclub KVK Gentwijk heeft zijn clublokaal in het café Au Pont Du Canal, op de hoek van de Gentsesteenweg en het Kanaal Kortrijk-Bossuit

Belgische gemeenten · Arrondissement Kortrijk · West-Vlaanderen · Vlaanderen